# Chamoy Thipyaso
Chamoy Thipyaso (thailändisch ชม้อย ทิพย์โส, RTGS Chamoi Thipso) war eine Beschäftigte des thailändischen Mineralölunternehmens PTT und Betreiberin eines Schneeballsystems.
Chamoy Thipyaso war die Frau eines hohen Offiziers der Thailändischen Luftstreitkräfte. Sie gründete im Jahr 1968 den Mae Chamoy Fonds. Dieser war eine letztlich betrügerische Anlagefirma, die nach dem Schneeballsystem funktioniert. Vor seinem Zusammenbruch im Jahr 1984 zirkulierten in dem Fonds 4,545 Milliarden Baht. Sein explosionsartiges Wachstum verdankte er den exorbitanten Renditen von bis zu 78 % p. a. Im Gegenzug dazu boten thailändische Kreditinstitute kaum attraktiv erscheinende 12 % bis 14 % Rendite. Die thailändische Regierung schritt schließlich gegen den Fonds ein und löste ihn auf, als er zu einer Bedrohung für das thailändische Bankenwesen wurde. 16.231 Investoren hatten dabei das Nachsehen. 
Chamoy wurde am 27. Juli 1989 wegen Betrugs in 23.519 Fällen zu insgesamt 141.078 Jahren Haft verurteilt. Verurteilt wurden auch sieben ihrer Komplizen aus ähnlichen Rängen, deren Haftstrafen ebenfalls bei jeweils 141.078 Jahren lagen. Dies sind die höchsten bekannten Haftstrafen, zu der Einzelpersonen weltweit jemals verurteilt wurden. Da das thailändische Strafrecht zu diesem Zeitpunkt für Betrug aber maximal 20 Jahre vorsah, wurde faktisch dieses Strafmaß zugrunde gelegt; verbüßen musste sie davon lediglich sieben Jahre, elf Monate und fünf Tage.